# المركز الإسلامي في دايجون
المركز الإسلامي في دايجيون تأسس في ديسمبر 2006، ويقع في يوسيونغ غو، (دايجيون) في كوريا الجنوبية. ويقع في مُثلث المُتكون من المعهد الكوري المتقدم للعلوم والتكنولوجيا (KAIST)، جامعة المعلومات والاتصالات (ICU) وجامعة تشونجنام الوطنية (CNU).